# The Best of The Doors
Pour les articles homonymes, voir Best of.
The Best of The Doors est le premier album-compilation du groupe américain The Doors. Sorti en 1973, il comporte 11 morceaux dont un en public.

## Titres
FACE A :
1. Who Do You Love (Ellas McDaniel)
2. Soul Kitchen
3. Hello, I Love You
4. People Are Strange
5. Riders On The Storm

FACE B :
1. Touch Me
2. Love Her Madly
3. Love Me Two Times
4. Take It as It Comes
5. Moonlight Drive
6. Light My Fire